# Tom Ford (Squashspieler)
Tom Ford (* 11. November 1993 in Worcester) ist ein ehemaliger englischer Squashspieler. 

## Karriere
Tom Ford begann seine Karriere im Jahr 2013 und gewann sieben Titel auf der PSA World Tour. Seine beste Platzierung in der Weltrangliste erreichte er mit Rang 60 im Dezember 2015. Bei der Weltmeisterschaft 2016 erzielte er sein bestes Resultat mit dem Erreichen des Qualifikationsfinals.

## Erfolge
- Gewonnene PSA-Titel: 7